# Franciszek Komornicki
Franciszek Komornicki herbu Nałęcz (ur. 1733, zm. 10 maja 1780 w Ostrogu) – duchowny rzymskokatolicki, bp tytularny Caesaropolis i sufragan łucki. 
Syn Antoniego Komornickiego i Magdaleny z Rogoyskich - Ochrzczony 9 września 1733 w Dąbrowie w archidiecezji gnieźnieńskiej. Po ukończeniu nauk seminaryjnych wyświęcony został 18 września 1756 na kapłana. W roku 1767 uzyskał doktorat obojga praw w Akademii Zamojskiej. Proboszcz koniuski (1760–1773), kanonik chełmski (1767) i łucki. Audytor kurii biskupiej w Łucku i od 1733 kanclerz łucki. W latach 1773–1780 proboszcz w Ostrogu. Dnia 28 lutego 1774 prekonizowany biskupem tytularnym Caesaropolis i sufraganem ordynariusza Łucka. 
Na mocy zezwolenia papieża Benedykta XIV dokonał 15 sierpnia 1779 koronacji obrazu Matki Bożej z Dzieciątkiem we franciszkańskim kościele Trójcy Świętej w miejscowości Międzyrzecz Ostrogski. Zmarł 10 maja 1780 w Ostrogu i pochowany został w podziemiu kaplicy obok miejscowego kościoła parafialnego.

## Literatura
- Piotr Nitecki, Biskupi Kościoła w Polsce w latach 965 - 1999, ISBN 83-211-1311-7, Warszawa 2000, kol. 209.
- Krzysztof Rafał Prokop, Sylwetki biskupów łuckich, ISBN 83-911918-7-7, Biały Dunajec – Ostróg 2001, s. 161, 163.